# Scelolophia formosa
Scelolophia formosa är en fjärilsart som beskrevs av George Duryea Hulst 1896. Scelolophia formosa ingår i släktet Scelolophia och familjen mätare. Inga underarter finns listade.